# Ира фон Фюрстенберг
Вирджиния Каролина Тереза Панкрация Галдина цу Фюрстенберг (на италиански: Virginia Carolina Theresa Pancrazia Galdina zu Fürstenberg), позната като Ира (фон) Фюрстенберг (Ira (von) Fürstenberg), е италианска аристократка, актриса, светска личност и дизайнерка на бижута и предмети за бита.
Тя е звезда на европейските жанрови филми между 60-те и началото на 80-те години на 20 век.

## Биография
Родена е в Рим на 17 април 1940 г. като дъщеря на принц Тасило цу Фюрстенберг (1903–1987) от рода Фюрстенберги и Клара Анели (1920–2016) от рода Анели (сестра на Джани, президент на Фиат от 1966 до 2003 г., и на Умберто, предприемач, спортен мениджър и сенатор на Италианската република). Има двама братя: Егон фон Фюрстенберг (1946, Лозана – 2004, Рим), моден дизайнер, и Себастиан Егон Фюрстенберг (1950, Лозана), банкер. Модната дизайнерка Вирджиния фон Фюрстенберг е нейна племенница.
Общественият й живот започва със скандал, когато на 17 септември 1955 г. се омъжва във Венеция едва 15-годишна за 31-годишния принц Алфонсо цу Хоенлое-Лангенбург (1924–2003), основател на курорта Марбеля. От брака, завършил с развод през 1960 г. и с анулиране през 1069 г), се раждат двама сина – Кристоф Виторио Егон Хумберто, известен като „Кико“, роден 1956 г. и починал в началото на август 2006 г. при неизяснени обстоятелства в затвор в Банкок, Тайланд седмица след задържането си по обвинение във фалшификация на виза, и Хубертус Рудолф (1959), наречен „Хуби“, олимпийски скиор, представящ Мексико многократно, музикант и фотограф. Вторият й брак е с бразилския предприемач Франсиско „Бейби“ Пинятари (1916 – 1977), сключен в Рено, Невада, през 1961 г., завършва с развод в Лас Вегас през 1964 г.; бракът е бездетен. Като телевизионна гостенка в шоуто на немеца Харалд Шмид заявява, че е обмисляла да се омъжи за овдовелия принц Рение от Монако. Те са свързани чрез техния общ прародител лейди Мери Виктория Хамилтън, шотландско-немската съпруга на Алберт I от Монако. 
Като видна представителка на висшето общество Ира фон Фюрстенберг е в светлината на прожекторите на таблоидите в продължение на десетилетия. Работи е като фотомодел в модни ревюта: започва кариерата си на 13 г., като се разхожда по подиума за Емилио Пучи и по-късно си сътрудничи с Диана Вреланд. Въпреки че никога не е вземала уроци по актьорско майсторство, приема предложение за роля от италианския филмов продуцент Дино Де Лаурентис през 1966 г. Тя започва своята филмова кариера, която обхваща около тридесет филма, между 60-те и 70-те години на 20. век. Режисирана е от Алберто Латуада (Matchless, 1967), Мауро Болонини (Каприз по италиански, 1968) и Марио Бава (5 bambole per la luna d'agosto, 1970). Работи в множество международни филмови продукции в продължение на 15 години. През януари 1992 г. има свой собствен телевизионен сериал – Palastgeflüster, по немския тв канал Sat.1.  
Живее между Лондон, Рим и Мадрид, където притежава имоти и организира последното си голямо парти през 2022 г. в Palacio de Liria в Мадрид, където събира някои от най-известните лица от висшето общество за празнуването на 80-ия си рожден ден.
Води фестивала на италианската песен в Санремо през 1970 г. заедно с Нучо Коста и Енрико Мария Салерно.  
През 1976 г. става президент на италианския клон на козметичната компания Жермен Монтей. През 1978 г. става генерален директор на римската модна къща Валентино.  
Позира за Хелмут Нютън и Сесил Бийтън. През 1992 г. основава модната къща „Ира фон Фюрстенберг Кълекшън“.
Говори италиански, немски, френски, испански, английски и португалски. 
Пътувайки по света, прекарвайки живота си между Париж, Биариц и Лондон, след като изоставя актьорската игра, тя започва да проектира предмети за домашен декор, много от които комбинирани със скъпоценни камъни и полускъпоценни камъни, наричайки тази линия „Objets Uniques“. По-конкретно, тя прави повече от 800 уникални произведения, всяко подписано и номерирано – вази, кутии, индийски ръчни огледала със скъпоценни камъни, рамки за картини, книгоразделители, животински фигурки и подноси, които успяват да попаднат в китайската компания за порцелан в Ню Йорк и в музея Тисен.
През годините колекционира произведения на изкуството на Рой Лихтенщайн, Жан Дюбюфе, Макс Ернст, Йозеф Алберс и Ив Клайн.
Умира на 18 февруари 2024 г. в Рим на 83-годишна възраст от счупени ребра при падане. Погребението й на 23 февруари в Църквата на художниците на Пиаца дел Пополо в Рим. Освен семейството й присъстват Джон Елкан и съпругата му Лавиния, Томас Тери и Маризела Федеричи. Гробът й се намира в гробището на Щробл ам Волфгангзее в Залцкамергут в Австрия.
На нея е посветен плаж на североизточното крайбрежие на Сардиния, близо до Порто Ротондо . Плажът, любимата йу дестинация за почивка, се нарича „Плаж Ира“.

## Филмография
| година | заглавие                                                                                      | роля                            | режисьор                                            | жанр                | бележки                            |
| ------ | --------------------------------------------------------------------------------------------- | ------------------------------- | --------------------------------------------------- | ------------------- | ---------------------------------- |
| 1967   | J'ai tué Raspoutine                                                                           | принцеса Ирина Усупов           | Робер Юсейн                                         | биографичен, драма  |                                    |
| 1967   | Geheimnisse in goldenen Nylons                                                                | Сюзан Белмон                    | Кристиан-Жак                                        | драма, трилър       |                                    |
| 1967   | Matchless                                                                                     | Арабела                         | Алберто Латуада                                     | пародия, комедия    |                                    |
| 1968   | Каприз по италиански                                                                          | Силвана                         | Марио Болонини, Мауро Моничели, Пиер Паоло Пазолини | сатира              | сегмент 'Gelosa, La'               |
| 1968   | Eine tödliche Affäre                                                                          | Лаура                           | Клаус Лемке                                         | криминален, драма   |                                    |
| 1968   | A qualsiasi prezzo                                                                            | Памела Скот                     | Емилио Мираля                                       | екшън, приключенски |                                    |
| 1969   | La battaglia di El Alamein                                                                    | Марта                           | Джорджо Ферони                                      | екшън, драма        |                                    |
| 1969   | Playgirl 70                                                                                   | Джейн                           | Федерико Шантран                                    | комедия             |                                    |
| 1969   | Il Prof. Dott. Guido Tersilli primario della Clinica Villa Celeste convenzionata con le mutue | д.р Оливиери                    | Лучано Салче                                        | комедия             |                                    |
| 1970   | 5 bambole per la luna d'agosto                                                                | Труди Фарел                     | Марио Бава                                          | трилър, ужаси       |                                    |
| 1970   | Nel giorno del signore                                                                        | принцеса Беатриче дел Джовенале | Бруно Корбучи                                       | комедия             |                                    |
| 1970   | Hello-Goodbye                                                                                 | Евелин Росан                    | Жан Негулеско, Роналд Неам                          | комедия, романтичен |                                    |
| 1970   | No desearás al vecino del quinto                                                              | Хасинта                         | Рамон Фернандес                                     | комедия             |                                    |
| 1970   | La prima notte del Dottor Danieli, industriale, col complesso del... giocattolo               | Лаура                           | Джовани Грималди                                    | комедия             |                                    |
| 1971   | Le calde notti di Don Giovanni                                                                | Исабела Гонзалес                | Алфонсо Бреша                                       | комедия             |                                    |
| 1971   | Le belve                                                                                      | Филомена Спарапаоли             | Джовани Грималди                                    | комедия             | сегмент 'Procecsso a porte chiuse' |
| 1971   | Giornata nera per l'ariete                                                                    | Изабел Ланча                    | Луиджи Бацони                                       | криминален          |                                    |
| 1971   | Homo Eroticus                                                                                 | съпругата на Мецини             | Марко Викарио                                       | комедия             |                                    |
| 1971   | No desearás la mujer del vecino                                                               | Инес                            | Фернандо Мерино                                     | комедия             |                                    |
| 1973   | Los amigos                                                                                    | Хесътр Макдоналд Мортън         | Паоло Кавара                                        | спагети уестърн     |                                    |
| 1974   | Processo per direttissima                                                                     | Кристина Висконти               | Лучо Де Каро                                        | криминален          |                                    |
| 1975   | I baroni                                                                                      | Изабела                         | Джанпаоло Ломи                                      | комедия             |                                    |
| 1976   | Cuando los maridos se iban a la guerra                                                        | Доня Флор                       | Рамон Фернандес                                     | комедия             |                                    |
| 1978   | Réquiem por un empleado                                                                       | Исабел                          | Фернандо Мерино                                     | комедия             |                                    |
| 1978   | O Amante de Minha Mulher                                                                      | Марина Верани                   | Алберто Пиерализи                                   | комедия             |                                    |
| 1979   | Desejo Selvagem                                                                               | Моника                          | Давид Кардозо                                       | приключенски        |                                    |
| 1982   | Plus beau que moi, tu meurs                                                                   | жената на сенатора              | Филип Клер                                          | комедия             |                                    |

| година | заглавие              | роля                | режисьор | жанр       | бележки   |
| ------ | --------------------- | ------------------- | -------- | ---------- | --------- |
| 1964   | Vedettes en coulisses | Ира фон Фюрстенберг |          | музикален  | тв сериал |
| 1969   | Geminus               | Ирина Батемберг     |          | мистерия   | тв сериал |
| 1972   | Na Idade do Lobo      |                     |          | романтичен | тв сериал |